# Албрехт IV (Хабсбург)
Вижте пояснителната страница за други личности с името Албрехт IV.
Албрехт IV Мъдрия (на немски: Albrecht IV, Graf von Habsburg, der Weise, der Reiche) от род Хабсбурги е граф в Ааргау и Фрикгау, от 1232 до 1239 г. господар на алод с Хабсбург, Бруг, Бремгартен и Мури, ландграф в Горен-Елзас и фелдхауптман на Страсбург и фогт на манастир Зекинген.

## Биография
Роден е около 1188 година в Свещената Римска империя. Син е на граф Рудолф II фон Хабсбург († 10 април 1232) и Агнес фон Щауфен († преди 1232), дъщеря на Готфрид фон Щауфен в Брайсгау (не са роднини с род Хоенщауфен).
След смъртта на баща му той си поделя наследството през 1232/1239 г. с по-малкия си брат Рудолф III (Мълчаливия). Той е привърженик на Хоенщауфените.
Албрехт IV участва в Кръстоносния поход на бароните (1239 – 1241) на крал Теобалд I от Навара в Светите земи и умира от чума на 25 ноември 1239 г. по време на окрепяването на замък Аскалон в Йерусалимското кралство (днес в Ашкелон, Израел).

## Фамилия
Албрехт IV се жени ок. 1217 г. за графиня Хайлвиг фон Кибург (* ок. 1192, † 30 април 1260), дъщеря на граф Улрих III († 1237) и Анна фон Церинген. Двамата имат 7 деца:
- Рудолф IV (1218 – 1291), граф на Хабсбург, като Рудолф I римско-немски крал и херцог на Австрия
- Албрехт V († 1 януари 1256 в Милано), домхер в Базел и Страсбург 1242/1253
- Хартман († 1247)
- Кунигунда († сл. 1290), ∞ I) 1245 Хайнрих фон Кюсенберг († 1251), ∞ II) 1251 Ото III фон Оксенщайн († 1289), ландграф в Елзас
- Елизабет, ∞ ок. 1220 Фридрих фон Цолерн († ок. 1255), бургграф на Нюрнберг
- Клементина, ∞ Емерих граф фон Страсберг
- Хедвиг († 30 януари 1250), ∞ граф Алвиг VI фон Зулц († ок. 1236/сл. 1240)